# Moi dix Mois
A Moi dix Mois visual kei japán gothic metal/ szimfonikus metal/industrial metal együttes. 2002-ben alapította Mana zenész, miután a Malice Mizer szünetre vonult. Csak a gitáros és a dalszerző képviseli a kezdettől fogva a zenekart, lemezeik pedig saját kiadójuk, a Midi:Nette gondozásában jelennek meg.

## Tagok
- Mana – elektromos gitár, billentyűk, programozás
- Seth – ének
- K – gitár
- Sugiya – basszusgitár
- Hayato – dob
- Ryux – gitár

## Diszkográfia
Stúdióalbumok
- Dix Infernal (2003), Oricon Albums Chart helyezés: 77.[2]
- Nocturnal Opera (2004) Oricon: 116. hely[2]
- Beyond the Gate (2006) Oricon: 84. hely[3]
- Dixanadu (2007) Oricon: 158. hely[3]
- D+Sect (2010) Oricon: 113. hely[3]

Válogatáslemezek
- Reprise (2012) Oricon: 102. hely[3]

Kislemezek
- Dialogue Symphonie (2002), Oricon Singles Chart helyezés: 97. hely[4]
- Shadows Temple (2004) Oricon: 103. hely[4]
- Pageant (2004) Oricon: 40. hely[4]
- Lamentful Miss (2006) Oricon: 73. hely[5]

DVD-k
- Dix Infernal ~Scars of Sabbath~ (2003), Oricon DVDs Chart helyezés: 274. hely[6]
- Europe Tour 2005 -Invite to Immorality- (2005)
- Dixanadu ~Fated "Raison d'être"~ Europe Tour 2007 (2008) Oricon: 206. hely[6]